# Piazza Fontana
Pour l'attentat terroriste, voir Attentat de la piazza Fontana.
Pour le film, voir Piazza Fontana (film).

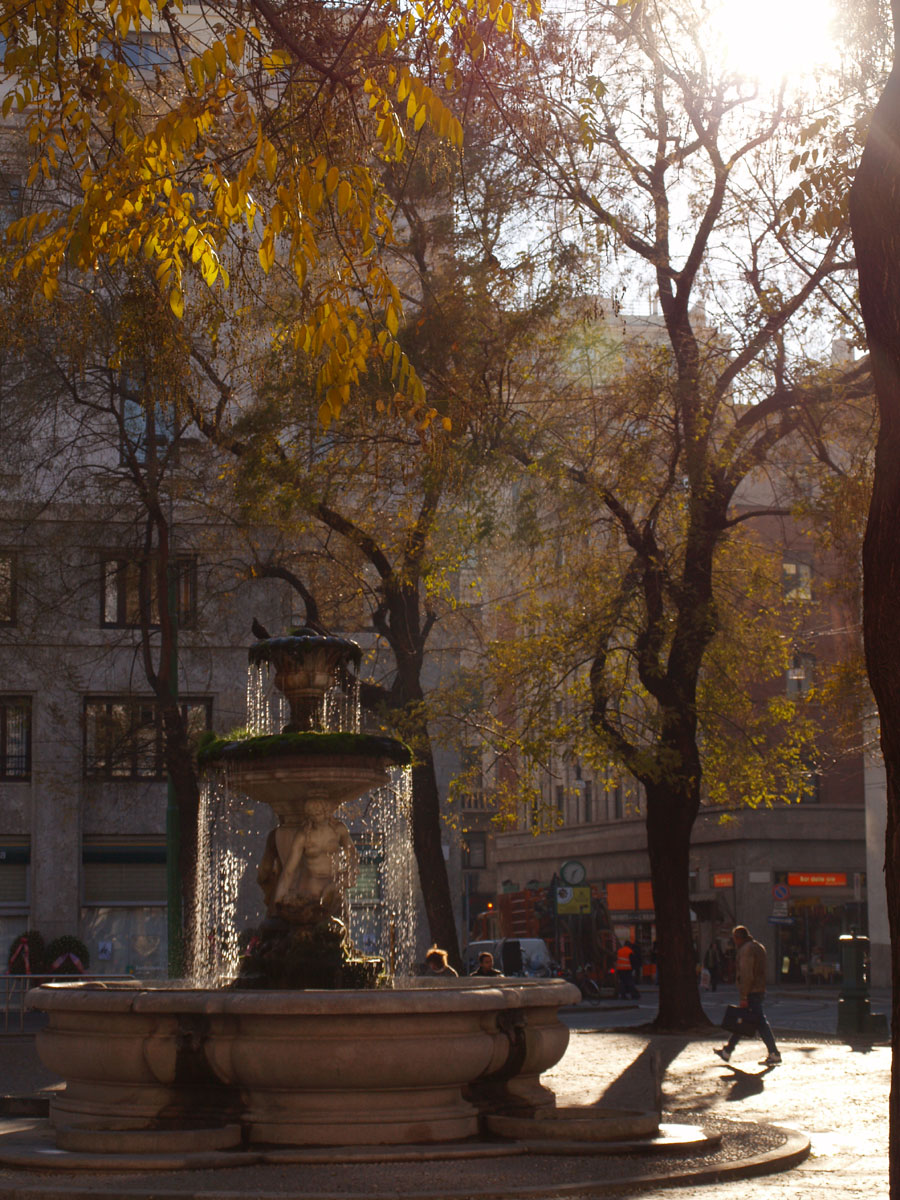
Aperçu de la Piazza Fontana

La Piazza Fontana est une place du centre de Milan, près de la piazza del Duomo et de la piazza Beccaria.
C'est sur elle que donne la façade de l'archevêché du diocèse de Milan, de rite ambrosien. En son centre, il y a la fontaine du Piermarini, une fontaine en granit rose et marbre de Carrare, œuvre de Giuseppe Piermarini et Giuseppe Franchi. L'un des côtés de la place est occupé par le siège de la Banca Nazionale dell'Agricoltura, où a été perpétré le 12 décembre 1969 l'attentat de la piazza Fontana.

## Histoire
La place est réellement née à la fin du XVIIIe siècle, avec la réorganisation faite par Piermarini de l'espace devant l'archevêché et la construction de la fontaine (1780).
Auparavant, le lieu était en grande partie occupé par le marché aux fruits et légumes (Verziere « verger »), qui a été transféré à un endroit peu éloigné, la via Verziere actuelle. La réfection de la place due à Piermarini  a aussi intégré la réfection de la façade de l'archevêché, où ont été créées des fenêtres à contour large, afin d'en alléger l'aspect massif.
En 1807, à l'occasion de l'annexion de la Vénétie au royaume d'Italie, la place a été rebaptisée Piazza del Tagliamento (après la fin du royaume d'Italie, la place est revenue à la dénomination précédente).

## Sources
- (it) Cet article est partiellement ou en totalité issu de l’article de Wikipédia en italien intitulé « Piazza Fontana » (voir la liste des auteurs).